# Códigos de classes da IATA
Os Códigos de classes da IATA, são códigos que foram criados pela IATA, para uniformizar os diferentes níveis de condições de viagem dos passageiros, indicados nos bilhetes, e em outros documentos de tráfego. Estes códigos são, também, designados por RBD - Reservations/Booking Designators (Indicadores de Reservas).
De uma forma geral, existem três tipos de classes: Primeira Classe, Classe Executiva (ou de Negócios) e Classe Económica.

## Primeira Classe (por ordem decrescente de valor)
- R Supersonic
- P  Primeira Classe Premium
- F  Primeira Classe
- A  Primeira Classe com desconto

## Classe Executiva (por ordem decrescente de valor)
- J  Classe Executiva Premium
- C  Classe Executiva
- D  Classe Executiva com desconto
- I  Classe Executiva com desconto
- Z  Classe Executiva com desconto

## Classe Económica (por ordem decrescente de valor)
- W  Classe Económica Premium
- S  Classe Económica
- Y  Classe Económica tarifa cheia
- B  Classe Económica com desconto
- H  Classe Económica com desconto
- K  Classe Económica com desconto
- L  Classe Económica com desconto
- M  Classe Económica com desconto
- N  Classe Económica com desconto
- Q  Classe Económica com desconto
- T  Classe Económica com desconto
- V  Classe Económica com desconto
- X  Classe Económica com desconto